# Präsidentschaftswahlen in Niger 1993

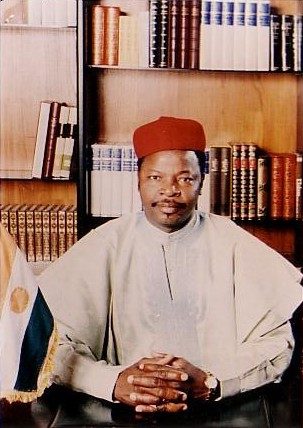
Mahamane Ousmane, Sieger der Präsidentschaftswahlen in Niger 1993

Bei den Präsidentschaftswahlen in Niger 1993 wurde mittels Direktwahl der Staatspräsident der Republik Niger gewählt. Der erste Durchgang der Wahlen fand am 27. Februar 1993 statt, der zweite Durchgang am 27. März 1993. Als Wahlsieger ging Mahamane Ousmane (CDS-Rahama) hervor.

## Hintergrund
Die Präsidentschaftswahlen von 1993 waren die ersten in der Geschichte Nigers, bei denen sich mehr als ein Kandidat zur Wahl stellte. Das Verfassungsreferendum am 26. Dezember 1992 machte nach der Alleinherrschaft der Nationalen Bewegung der Entwicklungsgesellschaft (MNSD-Nassara) den Weg frei für ein Mehrparteiensystem. Bei den Parlamentswahlen am 14. Februar 1993 gewann die Neun-Parteien-Koalition Allianz der Kräfte des Wandels, deren Ziel ein Ende der Macht des MNSD-Nassara war, 50 der 83 Sitze in der Nationalversammlung und überflügelte damit den MNSD-Nassara, der 29 Sitze erhielt.
Bei den Präsidentschaftswahlen kandidierte für den MNSD-Nassara dessen Parteivorsitzender Mamadou Tandja. Der amtierende Staatspräsident Ali Saibou, sein Parteikollege, trat nicht mehr zur Wahl an. Von den insgesamt acht Kandidaten gehörten fünf zur Allianz der Kräfte des Wandels: Mahamane Ousmane von der Demokratischen und sozialen Versammlung (CDS-Rahama), Mahamadou Issoufou von der Nigrischen Partei für Demokratie und Sozialismus (PNDS-Tarraya), Adamou Moumouni Djermakoye von der Nigrischen Allianz für Demokratie und Fortschritt (ANDP-Zaman Lahiya), Oumarou Garba Youssoufou von der Nigrischen Fortschrittspartei (PPN-RDA) und Kazelma Omar Taya von der Nigrischen Sozialdemokratischen Partei (PSDN-Alhéri). Bemerkenswert war ferner die Kandidatur des 71-jährigen Djibo Bakary, der 1957 die erste Regierung Nigers zusammengestellt hatte.

## Ergebnisse

### Erster Wahldurchgang
Von 4.082.076 registrierten Wählern gingen 1.328.152 zu den Urnen. Dies entspricht einer Wahlbeteiligung von 32,5 %. Von den abgegebenen Stimmzetteln wurden 1.292.457 (97,3 %) als gültig und 35.695 (2,7 %) als ungültig gewertet.
| Kandidat                   | Partei            | Stimmenanzahl | Stimmenanteil |
| -------------------------- | ----------------- | ------------- | ------------- |
| Mamadou Tandja             | MNSD-Nassara      | 443.233       | 34,22 %       |
| Mahamane Ousmane           | CDS-Rahama        | 343.261       | 26,59 %       |
| Mahamadou Issoufou         | PNDS-Tarraya      | 205.707       | 15,92 %       |
| Adamou Moumouni Djermakoye | ANDP-Zaman Lahiya | 196.949       | 15,24 %       |
| Illa Kané                  | UPDP-Chamoua      | 32.951        | 2,55 %        |
| Oumarou Garba Youssoufou   | PPN-RDA           | 25.769        | 1,99 %        |
| Kazelma Omar Taya          | PSDN-Alhéri       | 23.565        | 1,82 %        |
| Djibo Bakary               | UDFP-Sawaba       | 21.662        | 1,68 %        |

Regional aufgeschlüsselt war Mamadou Tandja der Wahlgewinner im Departement Diffa (53,5 %), im Departement Tillabéri (51 %), in der Hauptstadt Niamey (42 %) und im Departement Agadez (37,3 %). Mahamane Ousmane erreichte im Departement Zinder die absolute Mehrheit (63,7 %) und im Departement Maradi die relative Mehrheit (37 %) der abgegebenen Voten. Im Departement Dosso konnte Adamou Moumouni Djermakoye die meisten Stimmen (43,4 %) auf sich vereinen. Im Departement Tahoua war Mahamadou Issoufou der erfolgreichste Kandidat (40,8 %). Erwähnenswert ist die regionale Stimmenverteilung im Fall von Kazelma Omar Taya, der im Departement Diffa den zweiten Platz nach Tandja mit 19,1 % der Stimmen erreichte, was deutlich über seinem landesweiten Ergebnis von 1,82 % lag.

### Zweiter Wahldurchgang
Ein zweiter Wahldurchgang wurde erforderlich, da keiner der Kandidaten beim ersten Wahldurchgang die absolute Mehrheit der Stimmen auf sich vereinen konnte. Von 4.069.333 registrierten Wählern gingen 1.433.393 zu den Urnen. Dies entspricht einer Wahlbeteiligung von 35,2 %. Von den 1.433.393 abgegebenen Stimmzetteln wurden 1.402.894 als gültig und 30.499 als ungültig (bzw. leere Stimmzettel) gewertet.
| Kandidat         | Partei       | Stimmenanzahl | Stimmenanteil |
| ---------------- | ------------ | ------------- | ------------- |
| Mahamane Ousmane | CDS-Rahama   | 763.476       | 54,42 %       |
| Mamadou Tandja   | MNSD-Nassara | 639.418       | 45,58 %       |

Mahamane Ousmane war nach Stimmenanteilen am erfolgreichsten in den Departements Zinder (75 %), Dosso (64,8 %), Agadez (60,5 %), Tahoua (55,5 %) und Maradi (54,1 %); Mamadou Tandja in den Departements Tillabéri (67,4 %) und Diffa (61,1 %) sowie in der Hauptstadt Niamey (56,1 %).

## Folgen
Der Wahlsieger Mahamane Ousmane ernannte Mahamadou Issoufou (PNDS-Tarayya) am 17. April 1993 zum Premierminister einer Koalitionsregierung der Allianz der Kräfte des Wandels.